# Оровилл (Калифорния)
Оровилл (англ. Oroville) — город и окружной центр округа Бьютт, штат Калифорния, США. Население города, по данным переписи 2000 года, составляет 13 004 человека. Оровилл является одним из самых быстро растущих по численности населения городов в Калифорнии — прирост населения здесь в период с 2000 по 2007 годы равняется 11,9%, в то время, как в среднем по стране прирост не превышает одного процента.

## История
Оровилл был основан как точка навигации на реке Фетер для поставки золота во времена калифорнийской золотой лихорадки. Изначально поселение было названо Офир-Сити (англ. Ophir City). Название было изменено на Оровилл в 1854 году, когда здесь было открыто первое почтовое отделение.

## География
Согласно данным представленным Бюро переписи населения США, общая площадь города равняется 31,8 км², из которых 31,7 км² (99,84%) составляет суша и 0,1 км² (0,16%) — вода. 
Высота центра населенного пункта — 51 метр над уровнем моря. 
Оровилл расположен на берегу реки Фетер в том месте, где она стекает с гор Сьерра-Невада на ровную поверхность Центральной калифорнийской долины. 
В геологическом отношении город расположен на стыке Калифорнийской долины, гор Сьерра-Невада, а также Каскадных гор. Климат города — средиземноморский. Недалеко Оровилльская плотина

## Демография
По данным переписи 2000 года, население Джексона составляет 13 004 человека, 4 881 домохозяйство и 2 948 семей, проживающих в городе. Плотность населения равняется 409,9 чел/км². В городе 5 419 единиц жилья со средней плотностью 170,8 ед/км². Расовый состав города включает 77,2% белых, 4,0% чёрных или афроамериканцев, 3,9% коренных американцев, 6,3% азиатов, 0,3% выходцев с тихоокеанских островов, 2,8% представителей других рас и 5,4% представителей двух и более рас. 8,3% из всех рас — латиноамериканцы.
Из 4 881 домохозяйств 33,9% имеют детей в возрасте до 18 лет, 36,4% являются супружескими парами, проживающими вместе, 18,9% являются женщинами, проживающими без мужей, а 39,6% не имеют семьи. 33,2% всех домохозяйств состоят из отдельных лиц, в 14,5% домохозяйств проживают одинокие люди в возрасте 65 лет и старше. Средний размер домохозяйства составил 2,50, а средний размер семьи — 3,19.
В городе проживает 30,1% населения в возрасте до 18 лет, 10,3% от 18 до 24 лет, 25,8% от 25 до 44 лет, 19,2% от 45 до 64 лет, и 14,7% в возрасте 65 лет и старше. Средний возраст населения — 33 года. На каждые 100 женщин приходится 95,8 мужчин. На каждые 100 женщин в возрасте 18 лет и старше приходится 90,7 мужчин.
Средний доход на домашнее хозяйство составил $21 911, а средний доход на семью $27 666. Мужчины имеют средний доход в $28 587 против $21 916 у женщин. Доход на душу населения равен $12 345. Около 16,2% семей и 23,1% всего населения имеют доход ниже прожиточного уровня, в том числе 39,3% из них моложе 18 лет и 8,9% от 65 лет и старше.